# ドマックス
株式会社ドマックスは、石川県白山市に本社を置く、飲食店運営会社。回転ずしチェーンの「すし食いねぇ！」やフランチャイジーとして「コメダ珈琲店」、「ごはん処大戸屋」を営業している。

## 沿革
- 1979年（昭和54年)9月 - 株式会社堂間商事として会社を創業
- 1981年（昭和56年）8月 - 回転寿司びっくり寿司（現すし食いねぇ！）「松任本店」開店
- 1992年（昭和56年）8月 - 回転寿司びっくり寿司（現すし食いねぇ！）「金沢東力店」開店
- 1994年（平成8年）2月 - 回転寿司びっくり寿司（現すし食いねぇ！）「金沢久安店」開店
- 2000年（平成12年）6月 - 回転寿司すし食いねぇ！「高岡南店」開店
- 2003年（平成15年）2月 - 店名を「びっくり寿司」から「すし食いねぇ！」に変更
- 2003年（平成15年）2月 - 回転寿司すし食いねぇ！「松任本店」グランドオープン
- 2003年（平成15年）7月 - 社名を「株式会社堂間商事」から「株式会社ドマックス」に変更
- 2003年（平成15年）12月 - 回転寿司すし食いねぇ！「富山天正寺店」開店
- 2005年（平成17年）3月 - ごはん処大戸屋「野々市店」開店
- 2006年（平成18年）10月 - ごはん処大戸屋「金沢松村店」開店
- 2007年（平成19年）6月 - 回転寿司すし食いねぇ！「県庁前店」グランドオープン
- 2010年（平成22年）3月 - コメダ珈琲店「金沢松村店」開店
- 2011年（平成23年）2月 - 回転寿司すし食いねぇ！「高柳店」開店、コメダ珈琲店「金沢高柳店」開店
- 2012年（平成24年）4月 - 回転寿司すし食いねぇ！「小松沖店」開店、コメダ珈琲店「小松沖店」開店
- 2012年（平成24年）10月 - ごはん処大戸屋「小松沖店」開店
- 2012年（平成24年）12月 - 転寿司すし食いねぇ！「高岡南店」リニューアルオープン
- 2014年（平成26年）4月 - コメダ珈琲店「金沢直江店」開店
- 2014年（平成26年）7月 - 回転寿司すし食いねぇ！「松任本店」リニューアルオープン
- 2014年（平成26年）11月 - 回転寿司すし食いねぇ！「富山天正寺店」リニューアルオープン
- 2016年（平成28年 - 回転寿司すし食いねぇ！「寺地店 」開店

## 店舗

### すし食いねえ！
- 松任本店
- 県庁前店
- 金沢高柳店
- 金沢寺地店
- 小松沖店
- 高岡南店
- 富山天正寺店

### コメダ珈琲店
- 金沢松村店
- 金沢高柳店
- 小松沖店
- 金沢直江店